# Seminário de Olinda
O Seminário Maior Nossa Senhora da Graça também conhecido como Seminário de Olinda foi um centro de instrução religiosa, destinado à formação de clérigos, que funcionou em meados do Século XIX na cidade de Olinda. Funcionando junto a antiga Igreja de Nossa Senhora da Graça, fundada em 1551, e controlada pelos jesuítas posteriormente.

## História
O bispo dom Azeredo Coutinho fundou em 1800 o seminário no prédio que antes abrigara os jesuítas, expulsos em decorrência da oposição de Marques de Pombal à ordem. O Seminário teve o objetivo de formar virtuosos sacerdotes e inovou ao oferecer além dos ensinos das “humanidades”, as ciências naturais. O pluralismo do ambiente despertou uma consciência política entre os seminaristas. Dentre os jovens que por lá estudaram, alguns inscreveram seus nomes na história de revoluções pernambucanas, como Pe. Roma, Pe. Ribeiro, Pe. Miguelinho, Pe. Venâncio e Pe. Mororó.